# Mordella lacsonensis prescutellaris
Mordella lacsonensis prescutellaris es una especie de coleóptero de la familia Mordellidae.

## Distribución geográfica
Habita en Tonkín (Vietnam).